# Trachonitis renatella
Trachonitis renatella is een vlinder uit de familie snuitmotten (Pyralidae). De wetenschappelijke naam van deze soort is voor het eerst geldig gepubliceerd in 1966 door Legrand.
De soort komt voor in tropisch Afrika.